# ريتشارد فيتزباتريك
ريتشارد فيتزباتريك (بالإنجليزية: Richard Fitzpatrick)‏ هو عالم الأحياء البحرية أسترالي، ولد في 6 سبتمبر 1970.

## وصلات خارجية
- ريتشارد فيتزباتريك على موقع IMDb (الإنجليزية)